# Награда Удружења телевизијских филмских критичара за најбољу филмску поставу
Награда Удружења телевизијских филмских критичара за најбољу филмску поставу (енгл. Broadcast Film Critics Association Award for Best Cast) једна је од награда коју од 2000. додељује „Удружење телевизијских филмских критичара“ најбољој филмској постави из протекле године.

### 2000е

#### 2001.
- Госфорд Парк
  - Играј своју игру
  - The Royal Tenenbaums

#### 2002.
- Чикаго
  - Сати
  - Моја велика мрсна православна свадба

#### 2003.
- Господар прстенова: Повратак краља
  - Моћни ветар
  - У ствари љубав
  - Мистична река

#### 2004.
- Странпутице
  - Блискост
  - Морски свет са Стивом Зисуом
  - Поново у игри

#### 2005.
- Фатална несрећа
  - Лаку ноћ и срећно
  - Кирија
  - Град греха
  - Сиријана

#### 2006.
- Мала мис Саншајн
  - Вавилон
  - Боби
  - Двострука игра
  - Девојке из снова
  - Кућни пријатељ из прерије

#### 2007.
- Лак за косу
  - Док ђаво не сазна да си мртав
  - Нестала
  - Џуно
  - Нема земље за старце
  - Свини Тод: Паклени берберин из улице Флит

#### 2008.
- Милк
  - Необичан случај Бенџамина Батона
  - Мрачни витез
  - Сумња
  - Рејчел се удаје

#### 2009.
- Проклетници
  - Девет
  - Драгоцена
  - Звездане стазе
  - У ваздуху

### 2010е

#### 2010.
- Боксер
  - Клинци су у реду
  - Краљев говор
  - Друштвена мрежа
  - Град лопова

#### 2011.
- Служавке
  - Уметник
  - Деверуше
  - Потомци
  - Мартовске иде

#### 2012.
- У добру и у злу
  - Арго
  - Најбољи егзотични Мариголд Хотел
  - Јадници
  - Линколн
  - Краљевство излазећег месеца

#### 2013.
- Америчка превара
  - Дванаест година ропства
  - Август у округу Осејџ
  - Батлер
  - Небраска
  - Вук са Вол Стрита

#### 2014.
- Човек Птица
  - Одрастање
  - Гранд Будапест хотел
  - Игра кодова
  - Зачарана шума
  - Селма

#### 2015.
- Под лупом
  - Опклада века
  - Подлих осам
  - Право из Комптона
  - Трамбо

#### 2016.
- Месечина
  - Жене 20. века
  - Ограде
  - По сваку цену
  - Скривене бројке
  - Манчестер поред мора

#### 2017.
- Три билборда испред Ебинга у Мисурију
  - Денкерк
  - Бубамара
  - Земљи обећани
  - Доушник

#### 2018.
- Миљеница
  - Црни пантер
  - Лудо богати Азијати
  - Човек из сенке
  - Удовице

#### 2019.
- Ирац
  - Оне су бомбе
  - Нож у леђа
  - Мале жене
  - Прича о браку
  - Било једном у Холивуду
  - Паразит

### 2020е

#### 2020.
- Суђење Чикашкој седморици
  - Da 5 Bloods
  - Јуда и црни месија
  - Ма Рејни: Мајка блуза
  - Минари
  - Једна ноћ у Мајамију

#### 2021.
- Белфаст
  - Не гледај горе
  - Тежак пад
  - Пица од сладића
  - Моћ пса
  - Прича са западне стране

#### 2022.
- Нож у леђа: Стаклени лук
  - Духови острва
  - Све у исто време
  - Фабелманови
  - Жена краљ
  - Жене говоре

#### 2023.
- Опенхајмер
  - Air
  - Барби
  - Боја пурпура
  - Бартонова академија
  - Убиства под цветним месецом

#### 2024.
- Конклава
  - Анора
  - Емилија Перез
  - Saturday Night
  - Синг Синг
  - Злица